# ダニエル・フランク (陸上選手)
ダニエル・フランク（Daniel "Dan" Frank、1882年 - 1965年3月20日）は、アメリカ合衆国の男子陸上競技選手である。彼は1904年に開催されたセントルイスオリンピックに参加して、走幅跳で銀メダルを獲得した。

## 経歴
ダニエル・フランクは、1904年に開催されたアマチュア運動連合（AAU）主催の選手権で、当時第一級の走幅跳選手だったマイヤー・プリンスタインに勝利した。しかし、同年に開催されたセントルイスオリンピックでフランクは6メートル89センチの記録を出したが、プリンスタインは7メートル34センチを記録してフランクに大差で勝利した。